# 金田勝年
金田 勝年（かねだ かつとし、1949年〈昭和24年〉10月4日 - ）は、日本の政治家、大蔵官僚。勲等は旭日大綬章。
衆議院議員（5期）、法務大臣（第97代）、農林水産政務次官（小渕再改造内閣・第1次森内閣）、外務副大臣（第3次小泉改造内閣）、衆議院財務金融委員長、参議院厚生労働委員長、衆議院予算委員長、参議院議員（2期）、自由民主党幹事長代理、自由民主党秋田県連会長、自民党たばこ議員連盟副会長、自由民主党総務会長代行等を歴任。

## 経歴

### 生い立ち
秋田県南秋田郡昭和町（現・潟上市）生まれ。東北電力に勤務する父親の関係で、昭和町、雄勝町（現・湯沢市）、増田町（現・横手市）で過ごす。増田中学校、秋田高校卒業後、浪人して高校の同級生であった銭谷真美（後の文部科学事務次官）とともに東京大学進学を目指すも東大紛争で東大入試が中止となったため、一橋大学経済学部に入学。一橋大経済学部で大川政三教授や荒憲治郎教授のゼミに参加。1973年、一橋大経済学部を卒業し、大蔵省（現・財務省）に入省。大学及び入省同期に佐藤隆文（元金融庁長官）。伊藤隆敏（コロンビア大学教授）は大川ゼミ及び荒ゼミの同期。
大蔵省では主計局総務課に配属される。東大入試が取りやめとなった年次であったため、東大卒は牧野治郎（経済）・新井将敬（経済）・竹内洋（法）の3人で、その他は京大法6人・京大経済2人・一橋大経済（院経済）4人（金田や佐藤ら）・東工大1人・慶應大経済1人。
主計局法規課、東京国税局山梨税務署長、主計局法規課課長補佐、主計官補佐、プリンストン大学客員研究員、証券局証券取引審査室長、主計局給与課長、主計官を経て、1995年に退官。
1995年7月、蔵相経験者である渡辺美智雄・竹下登や、同郷の野呂田芳成元防衛庁長官の勧めで第17回参議院議員通常選挙に自由民主党公認で秋田県選挙区から立候補し、日本社会党の細谷昭雄を破り、初当選した。後援会長は、高校・大学の先輩にあたる実業家の辻兵吉秋田商工会議所会頭が務めた。
1999年、小渕第2次改造内閣で農林水産政務次官に任命され、第1次森内閣まで務める。2001年の第19回参議院議員通常選挙では、民主党公認の高松和夫を破り、再選。2005年、第3次小泉改造内閣で外務副大臣に任命された。
2007年の第21回参議院議員通常選挙では、民主・社民・国民新3党が推薦する無所属の松浦大悟に約4万票差で敗れ、落選した。翌2008年、郵政民営化に反対して自民党を除名され、国民新党に加わっていた秋田2区選出の野呂田芳成元防衛庁長官が次期衆議院議員総選挙に立候補しない意向を表明し、秋田2区における後継者に金田を指名した。これを受け、2009年の第45回衆議院議員総選挙に自民党公認で秋田2区から立候補し、民主党が支援する無所属の川口博に1,351票の僅差で敗れたが、重複立候補していた比例東北ブロックで当選。
2011年には軽い脳出血で入院した。2012年の第46回衆議院議員総選挙では、民主党に入党していた川口を破り再選。選挙後、衆議院財務金融委員長に起用された。2013年、自由民主党秋田県支部連合会会長に就任。2014年の第47回衆議院議員総選挙で3選。

### 法務大臣

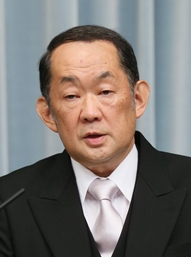
2016年、法務大臣就任記者会見にて

2016年8月に発足した第3次安倍第2次改造内閣において法務大臣に任命され、初入閣した。秋田県選出の国会議員の入閣は、1999年に野呂田芳成が小渕内閣で入閣して以来、17年ぶりであった。法務大臣としての業績は以下の通り。
- 2016年10月7日、日本弁護士連合会が死刑制度の廃止や死刑に代わる終身刑の導入を目指す宣言を採択した[16]際は、同日の記者会見で死刑制度の廃止に否定的な考えを表明した[17]。
- 2016年11月11日、宇土市院長夫人殺害事件の死刑囚の刑を執行した[18]。死刑執行後の記者会見で「国民の多数が死刑をやむをえないと考えており、廃止は適当ではない」と述べ、あらためて死刑廃止に否定的な見解を示した[19]。
- 2017年2月6日、「テロ等準備罪」を新設する組織犯罪処罰法改正案について法務省より「国会提出後に法務委員会で議論すべき」とする文書が報道機関に配布された。これに野党から「質問封じ」だと抗議され、金田は自身の指示によるものと認め「不適切であり撤回する」と謝罪した[20]。
  - 同改正案について「成案ができたら説明する」「私の頭脳ではちょっと対応できない」と答弁[21][22]するなど「不安定」とされ[23][24]、民進党など野党4党は大臣の資質が欠如しているとして衆議院で5月17日に不信任決議案、参議院で6月13日に問責決議案を提出したが、いずれも自公両党と日本維新の会などの反対多数により否決された[25][26]。
- 2017年5月26日、第193回国会で、120年ぶりの民法の大規模な改正を成立させた[27]。
- 2017年7月11日、全検察庁に対し、共謀罪が適用される全事件の受理から判決確定に至る各過程において法相への報告義務を課す大臣訓令を定めた[28][29]。
- 2017年7月13日、スナックママ連続殺人事件（大阪拘置所）と岡山元同僚女性バラバラ殺人事件（広島拘置所）の死刑囚2名の死刑を執行した[30]。

2017年8月3日、内閣改造に伴い大臣を退任し、自由民主党幹事長代理に就任した。

### 第48回衆院選から引退まで
2017年10月22日の第48回衆議院議員総選挙は希望の党の新人である緑川貴士を1672票差で破り4選を果たした。
2018年3月、森友学園問題で財務省公文書書き換え調査プロジェクトチーム（PT）のメンバーに就任し、財務省幹部からの聴取などを行った。2019年には自由民主党秋田県支部連合会会長として、イージス・アショアの秋田県への配備計画について、ゼロベースでの再調査を防衛省に申し入れるなどした。
2019年10月、竹下派を退会。その後、2020年1月に二階派に入会。
2020年10月、衆議院予算委員長に就任。
2021年10月31日に投開票が行われた第49回衆議院議員総選挙では、立憲民主党から立候補した緑川と一騎打ちとなり敗北、比例東北ブロックから比例復活により5選。
2022年8月31日、自由民主党選挙対策委員長代行に就任。
2023年9月7日、次期総選挙となる第50回衆議院議員総選挙に立候補しない意向を固め、翌8日に秋田県能代市内で記者会見を開いて「体力、年齢的な影響で満足な政治活動が出来ないと感じる機会が増え、後進に道を譲りたい」と語り、次期総選挙に出馬しないことを正式に表明した。政界引退は明言していないが、自身の後継については指名せず、県連の擁立する候補を支援する姿勢を見せた。同月29日、自由民主党総務会長代行に就任。
2024年9月27日に行われた自民党総裁選挙において加藤勝信の推薦人に名を連ねた。1回目の投票では加藤に投じ、得票数1位の高市早苗と2位の石破茂が進んだ決選投票では石破に投じた。
同年10月9日の衆院解散をもって政界を引退。
2025年春の叙勲で旭日大綬章を受章。

## 略歴
- 1968年 秋田県立秋田高等学校卒業[7][52]
- 1973年 一橋大学経済学部卒業、大蔵省（現・財務省）入省、主計局総務課配属[7][52]
- 1974年 主計局法規課、大臣官房調査企画課[53]
- 1976年 国際金融局総務課企画調整係長心得[54][53]
- 1977年 国際金融局調査課企画係長[55]
- 1978年 東京国税局山梨税務署長[7]
- 1981年 主計局法規課課長補佐（建設省・運輸省・郵政省担当）[7][52]
- 1983年 主計局主計官補佐（農林水産第二係主査）[53]
- 1985年 主計局主計官補佐（農林水産第四係主査）[53]
- 1988年 大阪国税局調査部長[7][52]
- 1990年 プリンストン大学国際問題研究所客員研究員（日米関係）[7][52]
- 1991年 証券局証券取引審査室長[7][52]
- 1992年 主計局給与課長[7][52]
- 1993年 主計局主計官（環境庁、国土庁、法務省、警察庁、総務庁、経済企画庁、沖縄開発庁、宮内庁、衆議院、参議院、裁判所、公正取引委員会、総理府本府等担当）[7][52]
- 1995年 退官、参議院議員初当選[7][52]
- 1997年 自由民主党参議院国会対策副委員長[7][52]
- 1998年 参議院財政金融委員会理事[7][52]
- 1999年 農林水産政務次官[7][52]
- 2000年 自由民主党副幹事長[7][52]
- 2001年 自由民主党厚生労働部会長[7][52]
- 2002年 参議院厚生労働委員長[7][52]
- 2003年 参議院議院運営委員会理事[7][52]
- 2004年 参議院議院運営委員会筆頭理事[7][52]
- 2005年 外務副大臣[7][52]
- 2006年 参議院予算委員会次席理事[7][52]
- 2007年 第21回参議院議員通常選挙で落選
- 2008年 自由民主党秋田県第2区支部長
- 2009年 衆議院議員初当選[7][52]
- 2011年 自由民主党人事委員長[7][52]
- 2012年 衆議院財務金融委員長[7][52]
- 2013年 自由民主党政務調査会筆頭副会長[52]
- 2014年 自由民主党総務会副会長[7][52]
- 2016年 法務大臣[7][52]
- 2017年 自由民主党幹事長代理[7][52][56]
- 2019年 自由民主党秋田県支部連合会会長[57]
- 2020年 衆議院予算委員長[58]
- 2022年 自由民主党選挙対策委員長代行[59]
- 2023年 自由民主党総務会長代行
- 2024年 政界を引退

## 活動・主張
- 日本国憲法の改正、集団的自衛権の行使を禁じた内閣法制局の憲法解釈の見直しに賛成[60]。
- 日本の核武装について「将来にわたって検討すべきでない」としている[60]。
- 原子力規制委員会の新基準を満たした原子力発電所の再稼働に賛成[60]。
- 女性宮家の創設に反対[60]。
- 日本の環太平洋パートナーシップ協定（TPP）参加に反対[60]。
- 2010年に選択的夫婦別姓制度の導入に反対の請願を出している[61]。一方、2014年のアンケートでは賛否を明らかにしていない[62]。
- 特定秘密保護法に賛成[63]。

## 選挙歴
| 当落 | 選挙                     | 執行日         | 年齢 | 選挙区              | 政党       | 得票数     | 得票率 | 定数 | 得票順位 /候補者数 | 政党内比例順位 /政党当選者数 |
| ---- | ------------------------ | -------------- | ---- | ------------------- | ---------- | ---------- | ------ | ---- | ------------------ | ---------------------------- |
| 当   | 第17回参議院議員通常選挙 | 1995年07月23日 | 45   | 秋田県              | 自由民主党 | 20万3274票 | 38.13% | 1    | 1/5                | /                            |
| 当   | 第19回参議院議員通常選挙 | 2001年07月29日 | 51   | 秋田県              | 自由民主党 | 31万280票  | 54.22% | 1    | 1/5                | /                            |
| 落   | 第21回参議院議員通常選挙 | 2007年07月29日 | 57   | 秋田県              | 自由民主党 | 27万6694票 | 43.59% | 1    | 2/3                | /                            |
| 比当 | 第45回衆議院議員総選挙   | 2009年08月30日 | 59   | 比例東北（秋田2区） | 自由民主党 | 9万2600票  | 42.04% | 14   | 2/5                | 4/4                          |
| 当   | 第46回衆議院議員総選挙   | 2012年12月16日 | 63   | 秋田2区             | 自由民主党 | 9万1747票  | 51.48% | 1    | 1/4                | /                            |
| 当   | 第47回衆議院議員総選挙   | 2014年12月14日 | 65   | 秋田2区             | 自由民主党 | 8万2046票  | 54.70% | 1    | 1/3                | /                            |
| 当   | 第48回衆議院議員総選挙   | 2017年10月22日 | 68   | 秋田2区             | 自由民主党 | 7万4835票  | 46.30% | 1    | 1/3                | /                            |
| 比当 | 第49回衆議院議員総選挙   | 2021年10月31日 | 72   | 比例東北（秋田2区） | 自由民主党 | 7万3945票  | 47.46% | 13   | 2/2                | 5/6                          |

## 不祥事
- 2012年の第46回衆議院議員総選挙で、公示後に男鹿市の福祉施設内で有権者6人に対し、金田の名刺を配り投票を呼び掛けていた施設長の秋田市の70代男性、施設職員の男鹿市の50代男性が公職選挙法違反（文書頒布）の疑いで秋田地検に書類送致された[64]。
- 2014年の第47回衆議院議員総選挙で、金田が立候補する以前に有権者に電話をかけ、金田への投票を呼びかける選挙運動を運動員5人に依頼し、その見返りに報酬を支払う約束をしていた公職選挙法違反の疑いで、当時金田の私設秘書だった50代男性、男鹿市の投票管理者を務めた70代男性が略式起訴され[65]、元秘書については2015年5月に罰金50万円の略式命令が出された。なお元秘書は陣営のパソコンを秋田港周辺の海に投棄したとみられているが、証拠隠滅罪が成立するのは他人の刑事事件に関する証拠を隠滅した者が対象のため同罪には問われていない[66]。

## 政治資金
- 日本禁煙学会の調査によると、全国たばこ販売政治連盟・全国たばこ耕作者政治連盟のいずれかから2011年から2015年まで6年間で70万を受け、自民党たばこ議員連盟に所属している[67]。

## 所属団体・議員連盟
- 自民党たばこ議員連盟（副会長）[68][69]
- 自由民主党たばこ特別委員会（顧問）[70]
- 国際観光産業振興議員連盟（副幹事長）
- 日本会議国会議員懇談会[71]
- 神道政治連盟国会議員懇談会[71]
- みんなで靖国神社に参拝する国会議員の会[71]
- TPP交渉における国益を守り抜く会